# Tadoussac
Tadoussac (pronuncia francese: [tadusak]) è un villaggio del Québec, in Canada, alla confluenza dei fiumi Saguenay e San Lorenzo (Saint Lawrence).
Gli indigeni Innu chiamavano il luogo Totouskak (plurale per totouswk o totochak) che significa "seno", probabilmente in riferimento alle due colline rotonde e sabbiose situate sul lato ovest del villaggio. Secondo altre interpretazioni, potrebbe anche significare "luogo delle aragoste", o "luogo in cui il ghiaccio è rotto" (dallo Shashuko di Innu). Anche se si trova nel territorio di Innu, il posto fu frequentato anche dal popolo Mi'kmaq nella seconda metà del XVI secolo, che lo chiamò Gtatosag ("tra le rocce"). Le ortografie alternative di Tadoussac nel corso dei secoli includevano Tadousac (XVII e XVIII secolo), Tadoussak e Thadoyzeau (1550). Tadoussac fu visitata per la prima volta dagli Europei nel 1535 e fu fondata nel 1600 quando vi si formò il primo polo commerciale in Canada, oltre ad un insediamento permanente situato nella stessa area in cui si trova oggi il Grand Hotel.

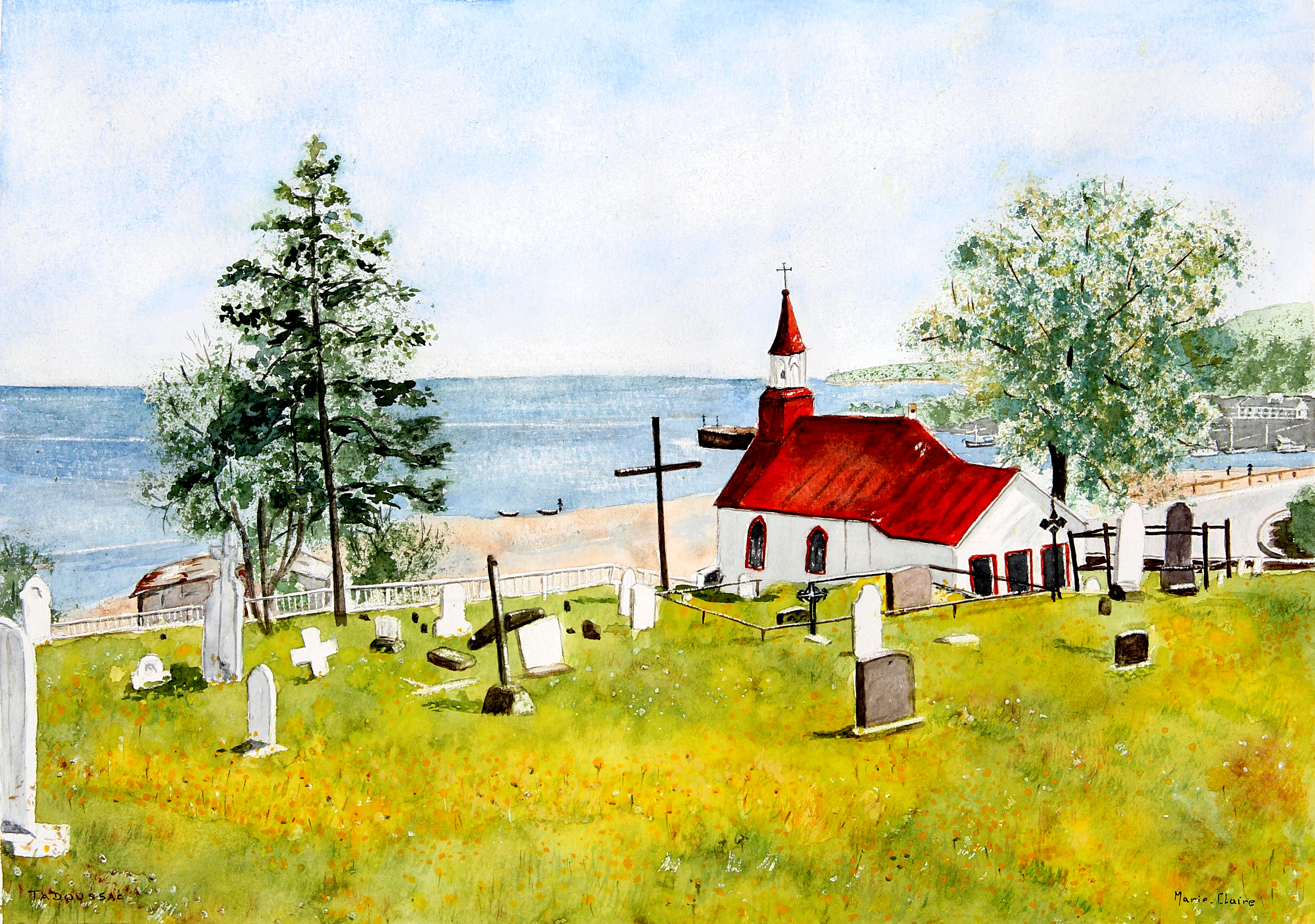
L'antica cappella indiana (1747-1750)e il suo cimitero sulle rive del fiume San Lorenzo riprodotte in acquarello

## Storia
Jacques Cartier arrivò in questo luogo nel 1535 durante il suo secondo viaggio. Trovò persone Innu che lo usavano come base per la caccia alle foche. Più tardi, nello stesso secolo, i baschi spagnoli condussero spedizioni di caccia alle balene lungo il fiume.
Tadoussac fu fondata nel 1600 da François Gravé Du Pont, un mercante, e Pierre de Chauvin de Tonnetuit, un capitano della Marina reale francese, quando acquisirono il monopolio commerciale delle pellicce da parte di re Enrico IV. Gravé e Chauvin costruirono l'insediamento sulla riva alla foce del fiume Saguenay, alla sua confluenza con il San Lorenzo, per approfittare della sua posizione. Ma la frontiera era dura e solo sedici dei 50 coloni iniziali sopravvissero al primo inverno. Nel 1603, il tabagé o "festa" di Tadoussac riunì Gravé con Samuel de Champlain e con Montagnais, gli Algonquins e gli Etchimins. Nel 1615 fu fondata la Missione di L'Exaltation-de-la-Sainte-Croix-de- Tadoussac dall'Ordine dei Récollet, i cui fratelli missionari celebrarono la prima messa due anni dopo.
Tadoussac rimase l'unico porto sul fiume San Lorenzo per 30 anni. Gli storici ritengono che gli irochesi di San Lorenzo, che abitavano la valle del fiume San Lorenzo a ovest, furono sconfitti e cacciati dai Mohawk prima del XVII secolo. Tra la fine del XVII e l'inizio del XVIII secolo, Tadoussac era il centro del commercio delle pellicce tra i popoli della Francia e delle Prime Nazioni. I coloni dell'area di Tadoussac furono anche coinvolti nella caccia alle balene dal 1632 fino almeno alla fine del secolo.
Nel XIX secolo, con l'industrializzazione che raggiungeva altre parti del Canada, i turisti scoprirono l'attrattiva di questo villaggio rurale. Vennero costruite un certo numero di ville per le vacanze. Un hotel vittoriano fu costruito nel 1864 che in seguito andò distrutto a causa di un incendio. Negli anni '40 fu sostituito dal grande Hotel Tadoussac.
Nel 1937 fu fondata la municipalità di Tadoussac, ma fu sciolta nel 1949 perché aveva meno di 500 residenti.

### Fondatori
François Gravé Du Pont (detto anche Dupont-Gravé, Gravé Le Pout, Pont-Gravé o solo Le Pont o Gravé; nato verso il 1554 a Saint-Malo – morto in Francia dopo il 1629) è stato un marinaio, mercante e comandante francese molto importante nei primi tempi della colonizzazione della Nuova Francia. Fu comandante a Tadoussac nel 1603, a Port Royal nel 1605-1606 e a Québec nel 1619-1620 . Prima di diventare mercante, Gravé Du Pont aveva fatto il soldato .. Andò sul fiume San Lorenzo per scambiare pelli molto presto, arrivando a Trois-Rivières prima del 1599 . Secondo Samuel de Champlain, aiutò molto a ottenere il monopolio del commercio per Pierre Chauvin de Tonnetuit, anche se questo gli causò delle accuse di tradimento da parte di Troilus de La Roche de Mesgouez, che si sentiva danneggiato . Nel 1600 lasciò Saint-Malo per andare a vivere a Honfleur e quell’anno partì per Tadoussac con Chauvin . Nel 1603 lavorò per Aymar de Chaste e insieme a Champlain risalì il San Lorenzo fino alle cascate chiamate poi Saint-Louis, facendo un nuovo rilievo del fiume . Dopo la morte di de Chaste, Gravé divenne vice di Sieur Dugua de Monts, che aveva preso il monopolio commerciale . Nel 1604 si occupò solo del commercio e nel 1605, insieme a Champlain, scelse Port-Royal per fondare un nuovo insediamento, di cui ebbe il comando nel 1605 e 1606 . Tornò in Nuova Francia nel 1608, quando provò a scacciare i Baschi che commerciavano senza permesso; fu sconfitto e ferito e tornò in Francia portando con sé i complici di un compoltto contro Champlain . Dal 1609 al 1618 venne ogni anno sul San Lorenzo . Nel 1619 i mercanti lo scelsero come sostituto di Champlain a Québec; rimase al comando fino alla primavera del 1620 . Nel 1621 ebbe problemi con i nuovi titolari del monopolio, i de Caën; Guillaume de Caën gli confiscò la nave, ma poi gliela ridiede . Quando le compagnie si fusero, Gravé entrò al servizio di Guillaume de Caën, lavorando perlui fino al 1629 . Passò l’inverno a Québec nel 1622-1623 e nel 1625-1626 e tornò nel 1627 nonostante la sua età, problemi al cuore e forti attacchi di gotta . Restò in città fino alla resa del 1629, poi partì con i Gesuiti passando da Tadoussac e poi verso l’Inghilterra. Non si sa che fine abbia fatto dopo . Gravé Du Pont fu sempre amico di Champlain, aiutò i Recolletti e a volte partecipò a esplorazioni anche se il suo compito era solo di fare commercio . Era benvoluto dagli indigeni e Sagard lo descrive come “gioviale per natura”, anche se ogni tanto perdeva la pazienza, beveva molto e si lamentava per la gotta . Nonostante l’età e le malattie, mostrò sempre una grande energia . Sposò Christine Martin, che era ancora viva nel 1677, e ebbe almeno due figli: Robert e Jeanne, che poi sposò Claude Godet Des Maretz .
Pierre de Chauvin de Tonnetuit è nato a Dieppe, in Normandia, e probabilmente è morto a Honfleur, in Francia, nei primi giorni di febbraio 1603. È stato un capitano navale e militare francese, noto per aver fondato il primo posto di scambio a Tadoussac in Canada. Non va confuso con Pierre Chauvin de La Pierre di Dieppe, attivo a Québec negli anni 1609-1610. Chauvin proveniva da una ricca famiglia di mercanti e era calvinista. Sposò prima Jeanne de Mallemouche e poi Marie de Brinon. Nel 1583, come ufficiale, partecipò a una spedizione contro gli Spagnoli alle Azzorre sotto l'ammiraglio Aymar de Chaste. Sei anni dopo, fu capitano di una guarnigione ugonotta a Honfleur. Dal 1596 in poi si dedicò alla pesca del merluzzo e al commercio di pellicce in Terranova e in Nuova Francia con le sue navi: Don-de-Dieu, Espérance, Bon-Espoir e Saint-Jean. Grazie al suo supporto al re Enrico IV durante le guerre di religione, ottenne una posizione di rilievo a corte. Nel 1599 ottenne dal re il monopolio decennale della tratta delle pellicce nella valle del San Lorenzo e in Acadia, con l'obbligo di portare almeno 500 coloni. L'anno dopo il vice-re Troilus de La Roche de Mesgouez limitò il suo monopolio a circa cento leghe lungo il fiume verso Tadoussac.Nel 1600 partì da Honfleur con quattro navi, accompagnato da François Gravé Du Pont come suo assistente e da Pierre Du Gua de Monts come passeggero. Scelse Tadoussac per il suo posto di scambio, che fu il primo insediamento stabile europeo in Canada. Lasciò 16 coloni per l'inverno, ma solo cinque sopravvissero, aiutati dagli indiani Montagnais. Nel 1601 mandò una nave che riportò in Europa i supertsiti. Nel 1602 tornò a Tadoussac con due navi per continuare il commercio, ma rinunciò praticamente alla colonizzazione. A causa delle difficoltà e delle proteste di altri mercanti, dovette condividere il monopolio con commercianti di Rouen e Saint-Malo. Poco dopo morì, e il monopolio passò a Aymar de Chaste, che inviò Samuel de Champlain a esplorare la Nuova Francia. Chauvin era ancora vivo il 20 gennaio 1603 ma probabilmente morì nei primi giorni di febbraio, forse a Honfleur. Nonostante avesse beni e navi, alla sua morte il patrimonio risultò indebitato e fu rinunciato da sua moglie e suo figlio.

## Presente
Il moderno villaggio di Tadoussac si trova vicino al sito dell'insediamento originale alla foce del fiume Saguenay. È conosciuta come meta turistica grazie alla bellezza selvaggia del fiordo di Saguenay e delle sue strutture per l'osservazione delle balene. L'autorità per il porto di Tadoussac è stata trasferita nell'aprile 2012 al comune di Tadoussac.
L'intera area è rurale o ancora in uno stato naturale, con diversi parchi naturali e provinciali federali e riserve protette che proteggono le risorse naturali. Tadoussac comprende il primo parco nazionale marino del Canada. L'agglomerato urbano più vicino è Saguenay a circa 100 km (62 miglia) a ovest.

## Geografia
Tadoussac si trova sulla sponda nord-occidentale del fiume San Lorenzo, alla sua confluenza con il fiume Saguenay. L'acqua fresca e fredda del Saguenay e l'acqua calda e salata del San Lorenzo si incontrano per creare un ricco ambiente marino. I fiumi sostengono l'abbondanza di krill, rendendo la zona molto attraente per le balene.

## Infrastrutture e trasporti
Tadoussac è il capolinea nord-est del traghetto Baie-Sainte-Catherine / Tadoussac, che offre un servizio gratuito e frequente attraverso il fiume Saguenay.
Il traghetto fa parte della Route 138 di Québec ed è il collegamento principale a Sept-Îles. Il villaggio è considerato la porta d'accesso alla regione Manicouagan.
Il servizio di autobus da e per Québec City e Montréal è offerto da Intercar, due volte al giorno, 7 giorni alla settimana.